# Arteria plantar medial
La arteria plantar interna es una arteria que se origina como rama terminal de la arteria tibial posterior.

## Ramas
- Ramos óseos, musculares, articulares y tegumentarios para la parte interna de la planta del pie.[1]

## Distribución
Se distribuye hacia los músculos, articulaciones y piel de la parte interna de la planta del pie y dedos.